# Рудолф Нуреев
Рудо́лф Хаме́тович Нуре́ев (на руски: Рудольф Хаметович Нуреев; на татарски: Рудольф Хәмит улы Нуриев, Rudolf Xämät ulı Nuriev; на френски: Rudolf Khametovich Nureyev), също Нури́ев, е съветско-френски балетист и хореограф от татарско-башкирски произход, с австрийско гражданство. Той е сред най-известните балетисти на 20 век.

## Биография
Роден е по време на пътуване с Транссибирската железница през 1938 г., в близост до гарата на Иркутск. Първите години от живота си прекарва в село край Уфа, столицата на Башкирия. Танцува в детски фолклорен ансамбъл в Уфа. Учи в Ленинградското хореографско училище (1955 – 1958) и след завършването му постъпва като солист в балета на оперния театър „Сергей Киров“ в Ленинград.
През 1961 г. по време на турне в Париж по решение на КГБ е снет от следващите гастроли в Лондон. Той остава във Франция и иска политическо убежище, за което в СССР получава задочно присъда от 7 години. Започва работа в Кралския балет „Ковънт Гардън“ в Лондон и бързо става световна знаменитост. Получава австрийско гражданство.
От 1983 до 1989 г. Нуреев ръководи балетната трупа на Парижката опера. Последовател и горещ привърженик на френската школа и безспорно на Бурнонвил и Петипа, докато се бори със смъртта, Нуреев поставя 2 произведения на Петипа: „Раймонда“ (1898) и „Баядерка“ (1877).
Рудолф Нуреев дълги години партнира с българско-американската prima ballerina assoluta Ева Евдокимова.
Снима се много в киното и телевизията, изявява се също и като диригент в последните години от живота си. Умира от СПИН в Париж през 1993 г.
Участие в балетни постановки
- Спящата красавица
- Маргарет и Арман
- Баядерка
- Жизел
- Силфида

Хореография в балетни постановки
- Раймонда
- Лебедово езеро
- Дон Кихот
- Спящата красавица
- Лешникотрошачката
- Ромео и Жулиета
- Буря
- Баядерка